# EN 13606
La norma EN ISO 13606 es una norma del Comité Europeo de Normalización (CEN) que también ha sido aprobada como norma ISO bajo el nombre ISO 13606. Está diseñada para lograr la interoperabilidad semántica en la comunicación de la Historia Clínica Electrónica (HCE).

## Objetivo
Las meta de la norma EN 13606 es definir una estructura de información estable y rigurosa para comunicar toda o parte de la historia clínica electrónica (HCE) de un único sujeto de atención (paciente). Esto es, la norma da soporte a la interoperabilidad semántica entre sistemas y componentes que necesitan acceder, transferir, modificar o añadir datos de HCE vía mensajes electrónicos o como objetos distribuidos. La información comunicada tiene las siguientes características:
- Conserva el significado clínico original pretendido por el autor.
- Conserva información sobre el contexto en el que se registraron los datos originales.
- Refleja la confidencialidad de los datos como era pretendida por el autor y el paciente.

## Estructura
Para lograr este objetivo, UNE-EN ISO 13606 sigue una arquitectura de Modelo Dual. La arquitectura de Modelo Dual proporciona una separación clara entre información y conocimiento. La primera está estructurada conforme a un Modelo de Referencia que contiene las entidades básicas para representar cualquier información de la HCE. La segunda está basada en arquetipos, que son definiciones formales de conceptos clínicos, como pueden ser un informe de alta, medida de glucosa en sangre o la historia familiar, representados como combinaciones restringidas y estructuradas de las entidades del modelo de referencia. Proporciona un significado semántico a la estructura del modelo de referencia.
La interacción del Modelo de Referencia (para almacenar los datos) y el modelo de arquetipos (para describir semanticamente esas estructuras de datos) proporciona una gran capacidad de evolución a los sistemas de información. El conocimiento (los arquetipos) irán evolucionando con el tiempo pero los datos permanecerán inalterados.